# Carl Heinrich Eduard Knorr

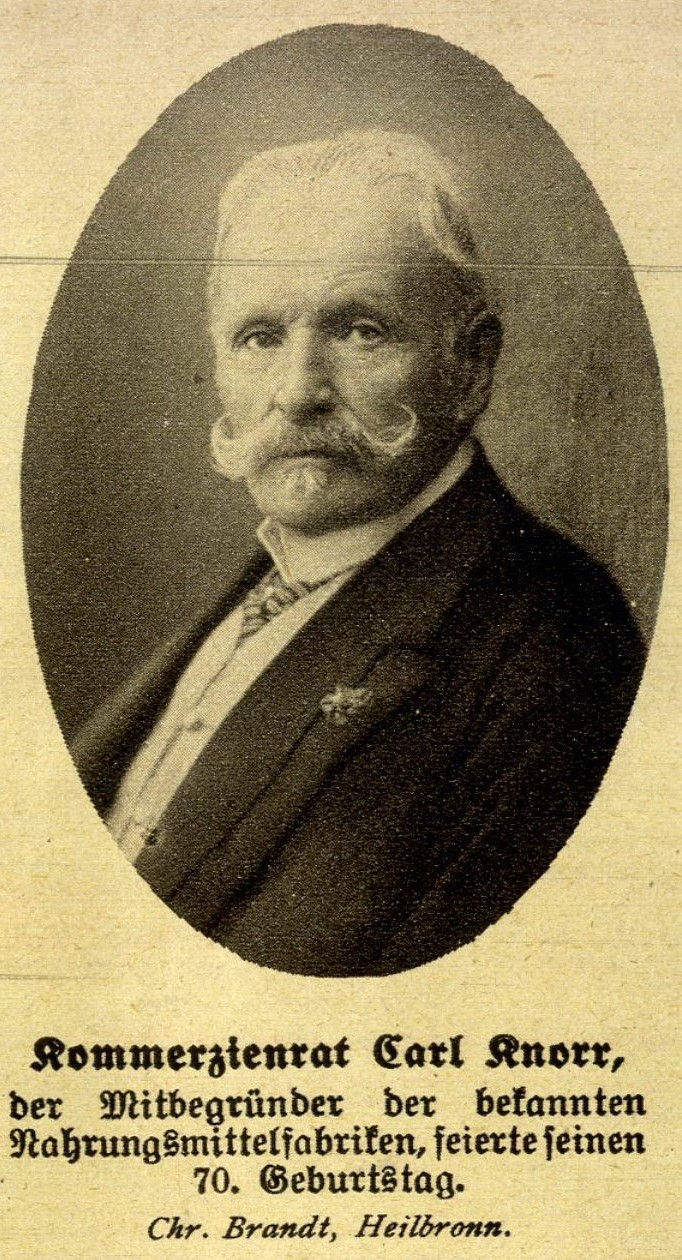
Kommerzienrat Carl Heinrich Eduard Knorr (1913)

Carl Heinrich Eduard Knorr (* 27. Juni 1843 in Heilbronn; † 8. Mai 1921 ebenda) war ein deutscher Unternehmer und leitete das Nahrungsmittelunternehmen Knorr.

## Biografie
Carl Heinrich Eduard Knorrs Vater war der Firmengründer Carl Heinrich Theodor Knorr (1800–1875), seine Mutter war dessen zweite Frau Amalie Henriette Caroline Knorr, geb. Seyffardt (1806–1867). Aus dieser Ehe gingen außerdem noch vier weitere Kinder hervor: Anna Knorr (1839–1875), die später Carl Monninger heiratete, Olga Knorr (1840–1911), Ludwig Otto Knorr (1841–1842) und Alfred Knorr (1846–1895).
Carl Heinrich Eduard Knorr absolvierte eine kaufmännische Lehre und ein erstes Berufsjahr in zwei Heilbronner Unternehmen. Anschließend ging er für drei Jahre nach Le Havre und ein Jahr nach Liverpool. Im Jahr 1866 trat er in das väterliche Nahrungsmittelunternehmen ein. Vier Jahre später folgte ihm sein Bruder Alfred. Die beiden Brüder hatten aus Frankreich die Idee mitgebracht, Suppenpräparate aus getrockneten Zutaten herzustellen.
Nach dem Tod des Firmengründers 1875 übernahmen die beiden Söhne gemeinsam die Firmenleitung. Sie legten Versuchsgärten zur Verbesserung der Suppenzutaten an und mit dem Bau einer Mühle im Südviertel 1884 den Grundstein für das langjährige Firmengelände (heute Knorrstraße 1). Die 1870er und 1880er Jahre bescherten dem Unternehmen einen gewaltigen Aufschwung. Neben den Suppenpräparaten produzierte es unter anderem auch Dörrgemüse, Militärkonserven und das bekannte Knorr-Hafermehl. 1885 wurden Abpackstellen in Österreich und der Schweiz eröffnet, um eine Erhöhung von Einfuhrzöllen in diese Länder zu umgehen. Knorr-Fertigsuppen wurden nicht nur als Pulver in Tüten angeboten, sondern ab 1886 als Tafeln, ab 1889 in Wurstform (die legendäre Erbswurst), 1897 als Tabletten und 1910 in Form von Suppenwürfeln.

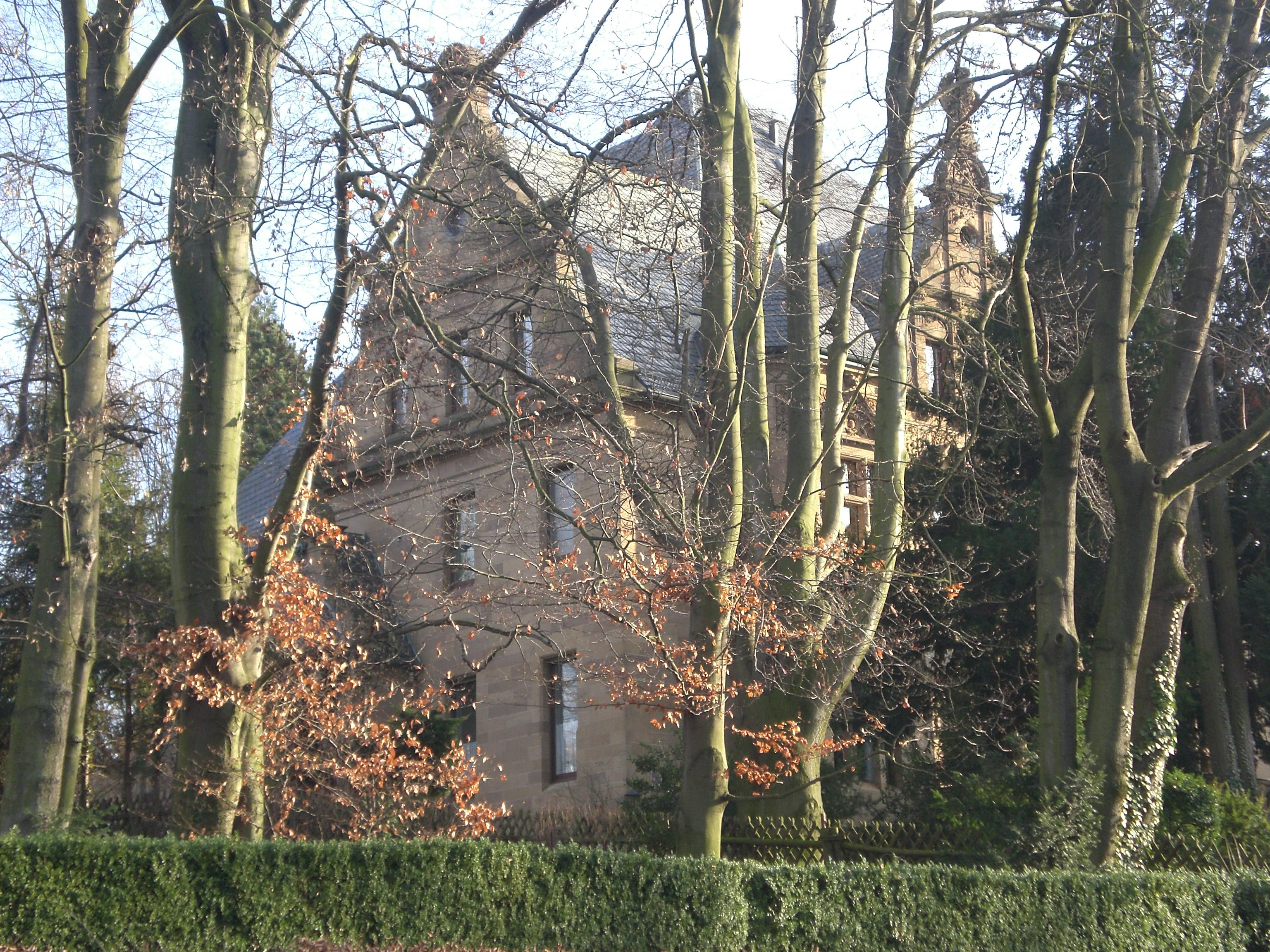
Villa Carl Knorr Gutenbergstraße 51

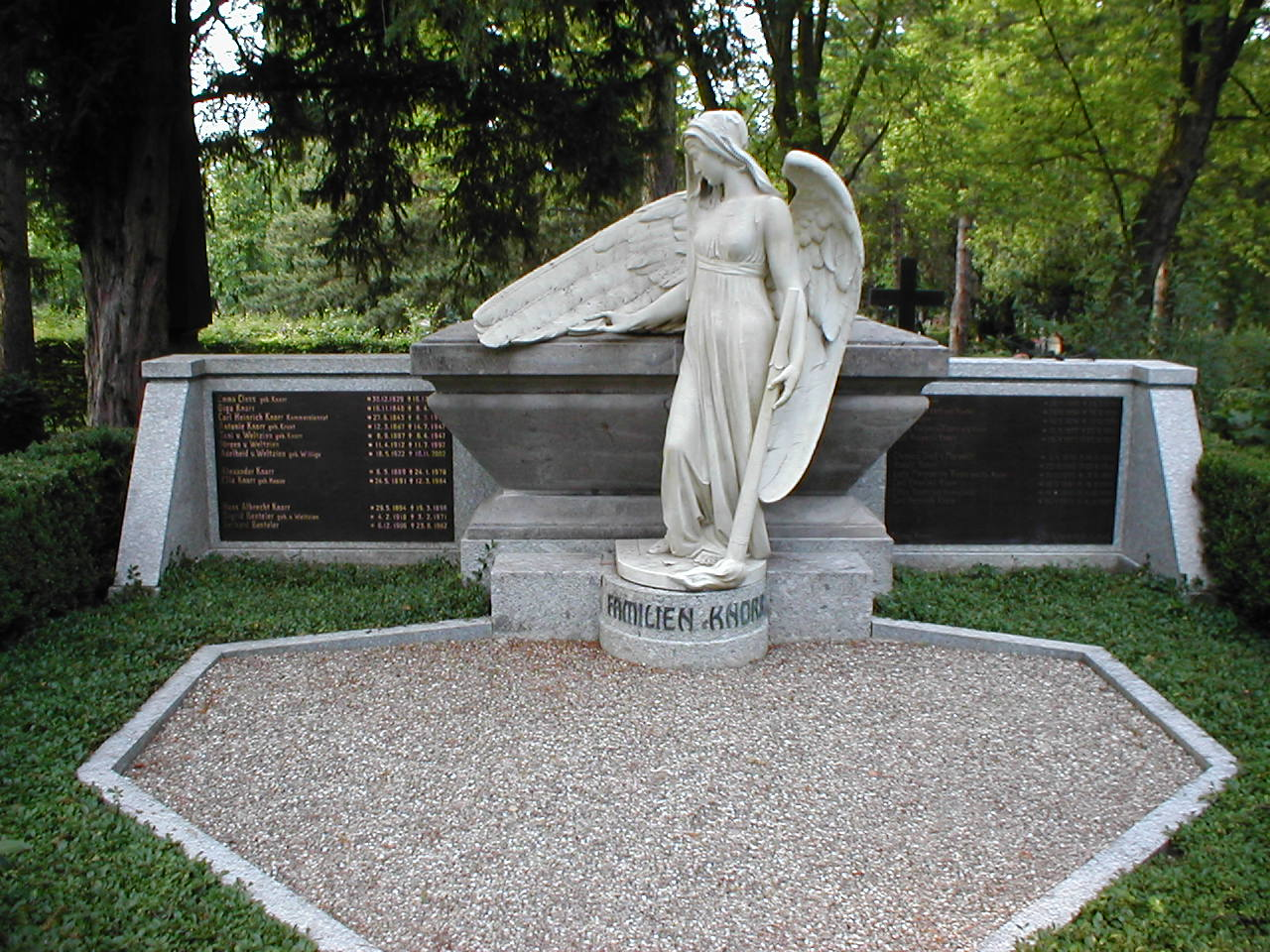
Grabmal der Industriellenfamilie Knorr in Heilbronn

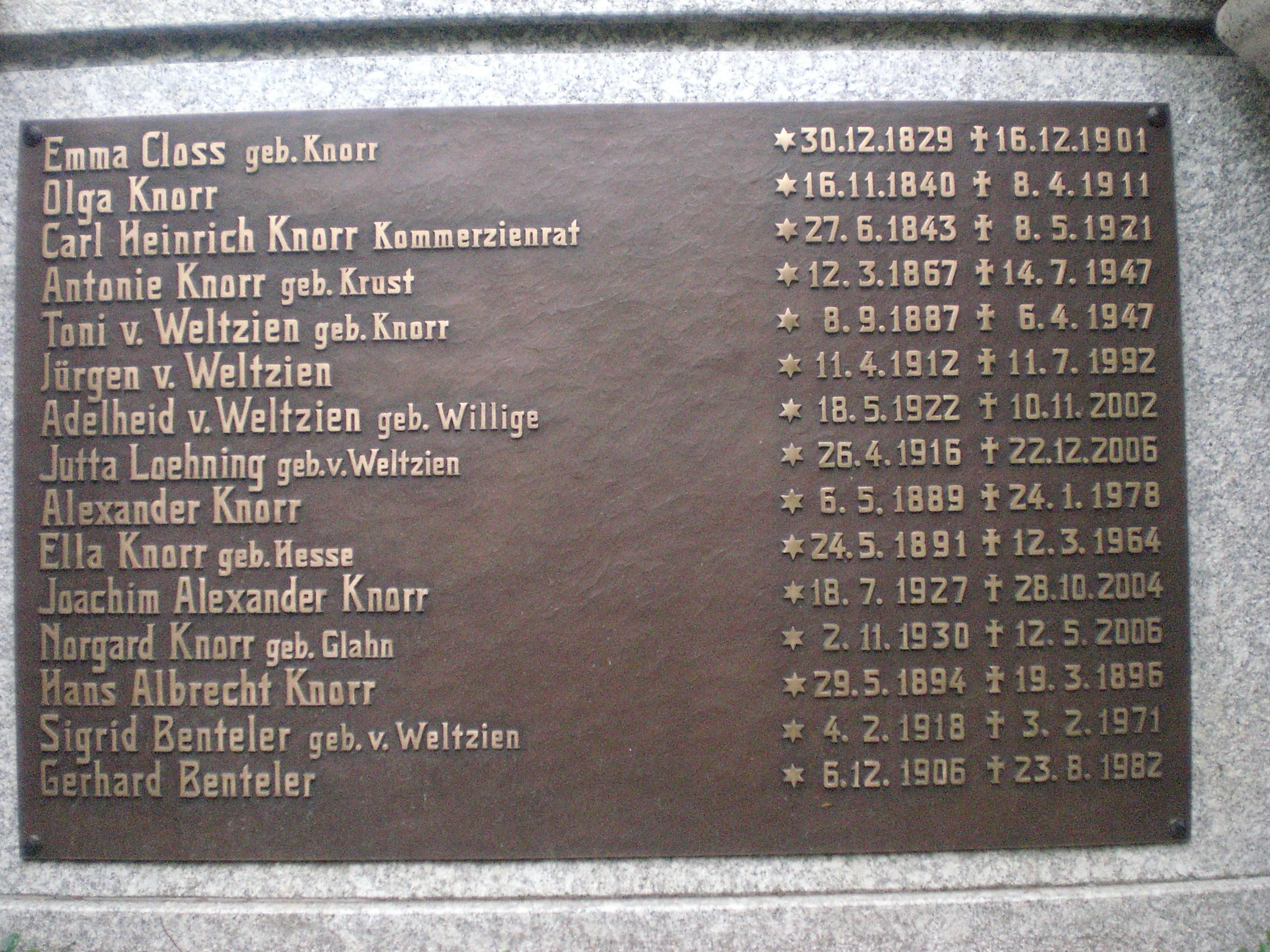
Familiengrab Knorr (linke Tafel)

Nach dem Tod seines Bruders Alfred im Jahr 1895 übernahm Carl Heinrich Eduard Knorr die alleinige Führung des Unternehmens. 1897 ließ er sich von den Berliner Architekten Prof. Johannes Vollmer und Heinrich Jassoy in der Gutenbergstraße 51 in Heilbronn die Villa Carl Knorr, auch Villa Lerchenburg genannt, erbauen.
Im Jahr 1899 wandelte er zusammen mit seiner Schwägerin Therese, der Witwe Alfred Knorrs, das Unternehmen zu einer Aktiengesellschaft um, an der die beiden Knorr-Familien zunächst jeweils 40 % der Aktien hielten. In der Folgezeit wurden kleinere Aktienanteile an höhere Angestellte und Knorr-Verwandte vergeben. Zu Vorstandsmitgliedern der Aktiengesellschaft wurden die bisherigen Prokuristen Christian Eberhardt (1857–1939) und Gustav Pielenz (1862–1944) ernannt, die bis 1925 bzw. 1936 im Vorstand blieben. Carl Heinrich Eduard Knorr gehörte von 1899 bis 1905 zunächst dem Aufsichtsrat an, 1905 trat er in den Vorstand ein. Am 1. Juli 1912 wechselte er wieder in den Aufsichtsrat über.
Carl Heinrich Eduard Knorr wurde 1899 der Titel Kommerzienrat verliehen. 1901 stiftete er seine Benin-Sammlung von Bronzen aus dem heutigen Nigeria dem Linden-Museum in Stuttgart. 1905 empfing er mit seiner Familie in seiner Villa Prinz Rangsit von Chainad, Sohn von König Chulalongkorn von Thailand.
Carl Heinrich Eduard Knorr war zweimal verheiratet. Im Jahr 1878 heiratete er die Bankiers- und Gutsbesitzerstochter Lucy Marguerite La Roche (* 21. Oktober 1855; † 3. Juni 1881) aus Basel. Im Januar 1880 wurde die Tochter Caroline Alice Knorr geboren, sie starb jedoch einen Tag nach der Geburt. Am 18. Mai 1881 wurde der Sohn Carl Emanuel Knorr (1881–1952) geboren. Die Mutter Lucy Knorr starb zwei Wochen nach der Geburt im Wochenbett. Am 29. Mai 1886 heiratete Carl Heinrich Eduard Knorr nach fünfjähriger Witwerschaft die neunzehnjährige Heilbronnerin Antonie Clementine Krust (* 12. März 1867 in Heilbronn; † 14. Juli 1947 in Bad Tölz). Aus dieser Ehe gingen drei Kinder hervor: Toni Alice Margarete Knorr (1887–1947), die Lothar von Weltzien heiratete, sowie Alexander Knorr (1889–1978) und Hans Albrecht Knorr (1894–1896). Die Söhne Carl Emanuel Knorr und Alexander Knorr waren, wie später auch der Enkel Carl Heinrich Clemens Knorr (1913–1985), im Unternehmen tätig.

Kommerzienrat Carl Heinrich Eduard Knorr starb am 8. Mai 1921 in Heilbronn im Alter von 78 Jahren. Er wurde auf dem Heilbronner Hauptfriedhof im Familiengrab, welches der Stuttgarter Bildhauer Emil Kiemlen gestaltet hatte, beigesetzt. Alexander Knorr zitiert in seiner Knorr Chronik wie folgt aus einem Nachruf auf seinen Vater:

„Der Verstorbene war nicht nur ein genialer und bienenfleißiger Kaufmann, sondern auch eine äußerst leutselige und allenthalben beliebte Persönlichkeit. In seiner verbindlichen Art versäumte er keine Gelegenheit, seine Fabrikate der Mitwelt bekanntzumachen. Seine Taschen waren immer gefüllt mit Musterpäckchen, die er an hoch und nieder verteilte.“